# Junioreuropamästerskapet i ishockey 1998
Junioreuropamästerskapet i ishockey 1998 var 1998 års upplaga av turneringen.

## Grupp A
Spelades under perioden 11-19 april 1998 i Malung och Mora i Sverige. Sverige, med spelare som Daniel och Henrik Sedin, vann turneringen.

### Första omgången
grupp 1
| Lag         | Ryssland | Finland | Tjeckien | Norge | gjorda mål/insläppta mål | poäng |
| ----------- | -------- | ------- | -------- | ----- | ------------------------ | ----- |
| 1. Ryssland | —        | 4-1     | 2-2      | 5-1   | 11-04                    | 5     |
| 2. Finland  | 1-4      | —       | 7-2      | 8-0   | 16-06                    | 4     |
| 3. Tjeckien | 2-2      | 2-7     | —        | 12-1  | 16-10                    | 3     |
| 4. Norge    | 1-5      | 0-8     | 1-12     | —     | 02-25                    | 0     |

grupp 2
| Lag          | Sverige | Schweiz | Slovakien | Ukraina | gjorda mål/insläppta mål | poäng |
| ------------ | ------- | ------- | --------- | ------- | ------------------------ | ----- |
| 1. Sverige   | —       | 6-0     | 5-3       | 13-1    | 24-04                    | 6     |
| 2. Schweiz   | 0-6     | —       | 4-1       | 5-1     | 09-08                    | 4     |
| 3. Slovakien | 3-5     | 1-4     | —         | 5-1     | 09-10                    | 2     |
| 4. Ukraina   | 1-13    | 1-5     | 1-5       | —       | 03-23                    | 0     |

### Andra omgången
Slutspelsserien
| Lag          | Sverige | Finland | Ryssland | Tjeckien | Schweiz | Slovakien | gjorda mål/insläppta mål | poäng | Tie 1 H2H Points | Tie 2 H2H GD | Tie 3 H2H Points | Tie 4 Overall GD |
| 1. Sverige   | —       | 2-2     | 5-1      | 4-6      | (6-0)   | (5-3)     | 22-12                    | 7     | 3                | +2           | 1                | +10              |
| 2. Finland   | 2-2     | —       | (1-4)    | (7-2)    | 3-2     | 4-2       | 17-12                    | 7     | 3                | +2           | 1                | +5               |
| 3. Ryssland  | 1-5     | (4-1)   | —        | (2-2)    | 4-0     | 2-1       | 13-09                    | 7     | 3                | -1           |                  |                  |
| 4. Tjeckien  | 6-4     | (2-7)   | (2-2)    | —        | 7-1     | 5-3       | 21-17                    | 7     | 3                | -3           |                  |                  |
| 5. Schweiz   | (0-6)   | 2-3     | 0-4      | 1-7      | —       | (4-1)     | 07-20                    | 2     |                  |              |                  |                  |
| 6. Slovakien | (3-5)   | 2-4     | 1-2      | 3-5      | (1-4)   | —         | 10-20                    | 0     |                  |              |                  |                  |

Match om sjunde plats
| Norge | 1-2 (0-0, 0-1, 1-1) | 4-3 (2-1, 2-1, 0-1) | 5-2 (3-0, 2-1, 0-1) | Ukraina |  |

- Inget lag nedflyttat. Alla åtta nationer samt B-gruppsvinnaren Tyskland och USA hamnade i stället i A-gruppen vid 1999 års U18-världsmästerskap.

## Priser och utmärkelser
- Poängkung: Daniel Sedin, Sverige (11 poäng)
- Bästa målvakt: Kristian Antila, Finland
- Bästa försvarare: Mikko Jokela, Finland
- Bästa anfallare: Daniel Sedin, Sverige

## Grupp B
Spelades under perioden 5-12 april 1998 i Füssen och Memmingen i Bayern i Tyskland. Sverige, med spelare som Daniel och Henrik Sedin, vann turneringen.

### Första omgången
grupp 1
| Lag               | Tyskland | Vitryssland | Danmark | Storbritannien | gjorda mål/insläppta mål | poäng |
| ----------------- | -------- | ----------- | ------- | -------------- | ------------------------ | ----- |
| 1. Tyskland       | —        | 4-2         | 4-3     | 5-0            | 13-05                    | 6     |
| 2. Vitryssland    | 2-4      | —           | 6-3     | 4-0            | 12-07                    | 4     |
| 3. Danmark        | 3-4      | 3-6         | —       | 5-1            | 11-11                    | 2     |
| 4. Storbritannien | 0-5      | 0-4         | 1-5     | —              | 01-14                    | 0     |

grupp 2
| Lag          | Polen | Italien | Ungern | Frankrike | gjorda mål/insläppta mål | poäng |
| ------------ | ----- | ------- | ------ | --------- | ------------------------ | ----- |
| 1. Polen     | —     | 4-1     | 5-4    | 2-1       | 11-06                    | 6     |
| 2. Italien   | 1-4   | —       | 4-1    | 3-1       | 08-06                    | 4     |
| 3. Ungern    | 4-5   | 1-4     | —      | 5-1       | 10-10                    | 2     |
| 4. Frankrike | 1-2   | 1-3     | 1-5    | —         | 03-10                    | 0     |

### Andra omgången
Uppflyttningsserien
| Lag            | Tyskland | Italien | Polen | Ungern | Vitryssland | Danmark | gjorda mål/insläppta mål | poäng |
| -------------- | -------- | ------- | ----- | ------ | ----------- | ------- | ------------------------ | ----- |
| 1. Tyskland    | —        | 5-2     | 4-0   | 4-1    | (4-2)       | (4-3)   | 21-08                    | 10    |
| 2. Italien     | 2-5      | —       | (1-4) | (4-1)  | 2-0         | 9-1     | 18-11                    | 06    |
| 3. Polen       | 0-4      | (4-1)   | —     | (5-4)  | 5-8         | 6-6     | 20-23                    | 05    |
| 4. Ungern      | 1-4      | (1-4)   | (4-5) | —      | 2-1         | 12-9    | 20-23                    | 04    |
| 5. Vitryssland | (2-4)    | 0-2     | 8-5   | 1-2    | —           | (6-3)   | 17-16                    | 04    |
| 6. Danmark     | (3-4)    | 1-9     | 6-6   | 9-12   | (3-6)       | —       | 22-37                    | 01    |

Match om sjunde plats
| Frankrike | 11-1 (3-0, 6-1, 2-0) | 5-2 (1-0, 2-0, 2-2) | Storbritannien |  |

- Tyskland till A-gruppen i 1999 års U18-världsmästerskap. Övriga nationer samt Österrike till B-gruppen i 1999 års U18-världsmästerskap.

## Grupp C
Spelades under perioden 16-20 mars 1998 i Zagreb i Kroatien.

### Första omgången
grupp 1
| Lag            | Österrike | Slovenien | Rumänien | Jugoslavien | gjorda mål/insläppta mål | Poinys |
| -------------- | --------- | --------- | -------- | ----------- | ------------------------ | ------ |
| 1. Österrike   | —         | 5-3       | 15-3     | 13-1        | 33-07                    | 6      |
| 2. Slovenien   | 3-5       | —         | 9-1      | 10-0        | 22-06                    | 4      |
| 3. Rumänien    | 3-15      | 1-9       | —        | 6-3         | 10-27                    | 2      |
| 4. Jugoslavien | 1-13      | 0-10      | 3-6      | —           | 04-29                    | 0      |

grupp 2
| Lag         | Lettland | Litauen | Estland | Kroatien | gjorda mål/insläppta mål | poäng |
| ----------- | -------- | ------- | ------- | -------- | ------------------------ | ----- |
| 1. Lettland | —        | 6-1     | 7-0     | 10-4     | 23-05                    | 6     |
| 2. Litauen  | 1-6      | —       | 4-1     | 7-6      | 12-13                    | 4     |
| 3. Estland  | 0-7      | 1-4     | —       | 4-2      | 05-13                    | 2     |
| 4. Kroatien | 4-10     | 6-7     | 2-4     | —        | 12-21                    | 0     |

### Placeringsmatcher
| Match om sjunde plats | Kroatien  | 5-3 (1-1, 2-1, 2-1) | Jugoslavien |  |
| Match om femte plats  | Rumänien  | 5-0 ingen match     | Estland     |  |
| Match om tredje plats | Litauen   | 3-2 (0-1, 2-1, 1-0) | Slovenien   |  |
| Final                 | Österrike | 4-3 (0-2, 2-1, 2-0) | Lettland    |  |

- Österrike flyttades upp till grupp B i 1999 års U18-världsmästerskap. Resterande lag i grupp C spelade i division I i 1999 års U18-europamästerskap.

## Grupp D
Spelades under perioden 3-9 mars 1998 i Luxemburg.

### Första omgången
grupp 1
| Lag              | Nederländerna | Belgien | Bulgarien | Israel | gjorda mål/insläppta mål | poäng |
| ---------------- | ------------- | ------- | --------- | ------ | ------------------------ | ----- |
| 1. Nederländerna | —             | 7-3     | 12-0      | 12-0   | 31-03                    | 6     |
| 2. Belgien       | 3-7           | —       | 12-1      | 8-0    | 23-08                    | 4     |
| 3. Bulgarien     | 0-12          | 1-12    | —         | 3-2    | 04-26                    | 2     |
| 4. Israel        | 0-12          | 0-8     | 2-3       | —      | 02-23                    | 0     |

grupp 2
| Lag          | Kazakstan | Spanien | Island | Luxemburg | gjorda mål/insläppta mål | poäng |
| ------------ | --------- | ------- | ------ | --------- | ------------------------ | ----- |
| 1. Kazakstan | —         | 19-2    | 63-0   | 39-0      | 121-02                   | 6     |
| 2. Spanien   | 2-19      | —       | 4-1    | 17-2      | 023-22                   | 4     |
| 3. Island    | 0-63      | 1-4     | —      | 4-2       | 05-69                    | 2     |
| 4. Luxemburg | 0-39      | 2-17    | 2-4    | —         | 04-60                    | 0     |

### Andra omgången
Slutspelsserien
| Lag              | Kazakstan | Nederländerna | Belgien | Spanien | gjorda mål/insläppta mål | poäng |
| ---------------- | --------- | ------------- | ------- | ------- | ------------------------ | ----- |
| 1. Kazakstan     | —         | 14-1          | 20-1    | (19-2)  | 53-04                    | 6     |
| 2. Nederländerna | 1-14      | —             | (7-3)   | 4-1     | 12-18                    | 4     |
| 3. Belgien       | 1-20      | (3-7)         | —       | 5-3     | 09-30                    | 2     |
| 4. Spanien       | (2-19)    | 1-4           | 3-5     | —       | 06-28                    | 0     |

Placeringsmatcher
| Lag          | Bulgarien | Israel | Island | Luxemburg | gjorda mål/insläppta mål | poäng |
| ------------ | --------- | ------ | ------ | --------- | ------------------------ | ----- |
| 1. Bulgarien | —         | (3-2)  | 9-2    | 5-2       | 17-06                    | 6     |
| 2. Israel    | (2-3)     | —      | 4-4    | 4-1       | 10-08                    | 3     |
| 3. Island    | 2-9       | 4-4    | —      | (4-2)     | 10-15                    | 3     |
| 4. Luxemburg | 2-5       | 1-4    | (2-4)  | —         | 05-13                    | 0     |

- Kazakstan till Division I-gruppen vid 1999 års U18-världsmästerskap.

### Fotnoter
1. ↑  ”Championnat d'Europe 1998 des moins de 18 ans” (på franska). Hockeyarchives. 10 mars 1998. http://www.passionhockey.com/hockeyarchives/U-18_1998.htm. Läst 30 november 2014.